# Günsberg
Günsberg är en ort och kommun i distriktet Lebern i kantonen Solothurn, Schweiz. Kommunen har 1 185 invånare (2023).